# Beni Ourtilan
Beni Ourtilan, o At Wertilan, es el nombre de una ciudad  y comuna de Argelia (Cabilia), situada en el nordeste del país. Forma parte de la provincia de Sétif. En el año 2009 contaba con una población de 20 658 habitantes.  Tiene una extensión de 75,90 km².
- Datos: Q3019607
- Multimedia: Beni Ourtilane District / Q3019607